# Сестрасе (Болцано)
Сестрасе је насеље у Италији у округу Болцано, региону Трентино-Јужни Тирол.
Према процени из 2011. у насељу је живело 48 становника. Насеље се налази на надморској висини од 215 м.